# Morgan Moore Moulder
Morgan Moore Moulder (Linn Creek, 31 agosto 1904 – Camdenton, 12 novembre 1976) è stato un politico e avvocato statunitense.
Nato a Linn Creek, Missouri, si laureò in legge alla Cumberland University di Lebanon nel 1927, ed un anno dopo cominciò l'attività forense nella sua città natale.
Fu eletto prosecuting attorney della Contea di Camden nel 1928, e fu successivamente riconfermato in questa carica fino al 1938, quando tornò all'attività di avvocato.
Il governatore del Missouri lo nominò giudice dell'11º distretto giudiziario tra l'aprile del 1947 ed il dicembre del 1948.
Intraprese poi la carriera politica con il Partito Democratico: fu ininterrottamente deputato alla Camera dei rappresentanti dal 1949 al 1963 (per i primi due mandati come rappresentante della 2ª circoscrizione del Missouri, per le successive della 11ª).
Alle elezioni del 1962 non fu ricandidato, e tornò all'attività forense a Camdenton, dove morì nel 1976.